# Vera Gemma
Vera Gemma (Roma, 4 luglio 1970) è un'attrice e personaggio televisivo italiana.

## Biografia
Figlia dell'attore Giuliano Gemma e della sua prima moglie Natalia Roberti, cresce tra Roma e i set cinematografici del padre, con il quale recita da bambina nel film del 1978 Il grande attacco. Negli anni giovanili vive tra Parigi e Los Angeles, dove lavora come spogliarellista al locale The Body Shop. Dopo aver debuttato come attrice e autrice teatrale nei primi anni novanta, tra la seconda metà degli anni novanta e l'inizio degli anni duemila prende parte a diverse pellicole cinematografiche, fra cui La sindrome di Stendhal e Il cartaio, entrambi diretti da Dario Argento, Ovosodo di Paolo Virzì e Scarlet Diva di Asia Argento.
In televisione partecipa alle serie televisive Linda e il brigadiere e Le ragazze di piazza di Spagna, e nel 2005 prende parte come concorrente al reality show Ritorno al presente, condotto da Carlo Conti su Rai 1. Oltre alla recitazione, nel corso degli anni duemila sperimenta anche in altri campi artistici: nel 2006 collabora con il gruppo elettrico Distorsonic per il loro album di debutto Psychohaven, prendendo parte a cinque canzoni dell'album; nel 2004 e nel 2007 è invece autrice di due libri: l'autobiografico Le bambine cattive diventano cieche e il thriller Latin Lover. Nel 2009 dirige assieme ad Antonella Fulci Blues for Michael, cortometraggio tributo a Michael Jackson presentato al Sulmonacinema Film Festival.
Nel 2013 è ideatrice, produttrice e regista di un documentario sulla vita e sulla carriera del padre intitolato Giuliano Gemma: un italiano nel mondo, presentato in anteprima al Festival internazionale del film di Roma. Negli anni successivi si dedica all'arte circense, passione ereditata dal padre, viaggiando per l'Italia e l'Europa con l'obiettivo di realizzare un documentario sul mondo del circo, rimasto inedito; lei stessa si esibisce come domatrice di tigri e leoni in diversi spettacoli in Russia, Ucraina e Bielorussia. Nel 2019 è assieme ad altri figli d'arte tra i protagonisti del documentario diretto da Alfredo Lo Piero Figli del set, distribuito al cinema dal 16 ottobre.
Dallo stesso anno è particolarmente attiva in televisione, partecipando a programmi televisivi per le reti Rai e Mediaset. Prende parte come concorrente, in coppia con Asia Argento, all'ottava edizione del reality show Pechino Express, in onda dall'11  febbraio  2020 su Rai 2, come elemento della coppia delle Figlie d'arte; la Argento è però costretta a ritirarsi durante la seconda puntata per un infortunio al ginocchio e Vera Gemma continua il programma con il modello Gennaro Lillio, formando la coppia dei Sopravvissuti. I due vengono eliminati alla sesta puntata, ma il programma regalerà alla donna grande popolarità. Per la stessa rete, nell'estate del 2020 è nel cast del game show Resta a casa e vinci, condotto da Costantino della Gherardesca, nel ruolo di esperta di seduzione. Dal 15 marzo al 26 aprile 2021 partecipa come concorrente alla quindicesima edizione del reality show L'isola dei famosi, in onda su Canale 5, venendo eliminata con il 57% dei voti nel corso della dodicesima puntata.
Nello stesso anno prende parte al secondo album di Asia Argento, Music From My Bed, pubblicato il 12 novembre, con i brani Triste serenata e Te possino (cover di un celebre brano di Gabriella Ferri del 1966). Nel 2022 è protagonista del film Vera, diretto da Tizza Covi e Rainer Frimmel, in concorso nella sezione “Orizzonti” della 79ª Mostra internazionale d'arte cinematografica di Venezia, per il quale vince il Premio Orizzonti per la miglior interpretazione femminile. A dicembre dello stesso anno torna a teatro prendendo parte come narratrice all'opera rock di Francesco Maria Gallo Inferno - Opera Rock. Nel 2023 prende parte al documentario di Roberto D'Agostino e Marco Giusti, diretto da Daniele Ciprì, Roma, santa e dannata, presentato alla Festa del Cinema di Roma e distribuito al cinema dal 6 all'8 novembre.

## Filmografia

### Attrice

#### Cinema
- Il grande attacco, regia di Umberto Lenzi (1978) – non accreditata
- Maitresse, regia di Corrado Colombo (1991)
- Ladri di cinema, regia di Piero Natoli (1994)
- Quando si fa buio, regia di Claudio Carafoli – cortometraggio (1995)
- La sindrome di Stendhal, regia di Dario Argento (1996)
- I magi randagi, regia di Sergio Citti (1996)
- Intolerance, registi vari (1996)
- Ovosodo, regia di Paolo Virzì (1997) – non accreditata
- Alliance cherche doigt, regia di Jean-Pierre Mocky (1997)
- Un bel dì vedremo, regia di Tonino Valerii (1997)
- Stressati, regia di Mauro Cappelloni (1997)
- Cartoni animati, regia di Franco Citti e Sergio Citti (1997)
- E insieme vivremo tutte le stagioni, regia di Gianni Minello (1999)
- Scarlet Diva, regia di Asia Argento (2000)
- I cavalieri che fecero l'impresa, regia di Pupi Avati (2001) – non accreditata
- Cuori perduti, regia di Teresio Spalla (2003)
- Il cartaio, regia di Dario Argento (2004)
- Figli del set, regia di Alfredo Lo Piero – documentario (2019)
- Vera, regia di Tizza Covi e Rainer Frimmel (2022)
- Roma, santa e dannata, regia di Daniele Ciprì – documentario (2023)

#### Televisione
- Linda e il brigadiere – serie TV, episodio 1x03 (1997)
- Le ragazze di piazza di Spagna – serie TV (1997)
- Il capitano – serie TV, episodio 2x07 (2007)

### Regista
- Blues for Michael – cortometraggio (2009)
- Giuliano Gemma: un italiano nel mondo – documentario (2013)
- Dalla parte del cattivo – documentario (2024)

## Teatro
- Tifortri, di Claudio Insegno, Vera Gemma e Chiara Noschese, regia di Claudio Insegno (1992)
- Le impiegate, testo e regia di Claudio Carafoli (1993)
- Giù nei bassifondi, tratto da Enrico IV di Luigi Pirandello, regia di Carlo Lizzani (1995)
- La luna e l'asteroide, di Vera Gemma e Valerio Mastandrea, regia di Luciano Curreli (1995)
- Hot Line, testo e regia di Angelo Longoni (1995)
- Inferno - Opera Rock, di Francesco Maria Gallo (2022)

## Programmi televisivi
- Ritorno al presente (Rai 1, 2005) Concorrente
- Buon pomeriggio Estate (Telenorba, TG Norba 24, 2017) Opinionista
- Pechino Express - Le stagioni dell'Oriente (Rai 2, 2020) Concorrente
- Resta a casa e vinci (Rai 2, 2020)
- L'isola dei famosi (Canale 5, 2021-2022)[17]

## Opere
- Vera Gemma, Le bambine cattive diventano cieche, Gallo & Calzati, 2004, ISBN 978-8888379203.
- Vera Gemma, Latin Lover, Aliberti, 2007, ISBN 978-8874242177.

## Discografia

### Partecipazioni
- 2006 – Assedio, Sacrificio & Beatitudine, Alienazione, Più cattiva di una pistola e Polvere (con i Distorsonic in Psychohaven)
- 2008 – D'amour et rage (con i Not Me in Serving Bangs On Trees)
- 2021 – Triste serenata e Te possino (con Asia Argento in Music From My Bed)
- 2025 – Vendetta (con Myss Keta in .)non accreditata

## Riconoscimenti
- Mostra del cinema di Venezia
  - 2022 – Premio Orizzonti per la miglior interpretazione femminile per Vera
- Hainan International Film Festival
  - 2022 – Miglior attrice per Vera